# Vyša
La Vyša (in russo Выша?) è un fiume della Russia europea centrale, affluente di destra della Cna (bacino idrografico della Oka). Scorre nell'Oblast' di Penza, nella Mordovia e nell'Oblast' di Rjazan.
Nasce dalla confluenza dei fiumi Noksa e Ušinka nella regione di Penza e attraversa il centro distrettuale di Zemetčino; scorre mantenendo una direzione mediamente nord-occidentale. Sfocia nel fiume Cna a 67 km dalla foce. Il fiume ha una lunghezza di 179 km, l'area del suo bacino è di 4 570 km².